# Hochkultur (Soziologie)
Hochkultur als soziologischer Begriff umfasst die von meinungsbestimmenden Eliten genutzten, als besonders wertvoll akzeptierten Kulturleistungen – im Gegensatz zu Alltagskultur, Massenkultur, Populärkultur, Volkskultur oder Subkultur.

## Geschichte
Historisch gesehen war Hochkultur stets die Kultur der führenden Gesellschaftsschicht, also des Adels oder anderer oligarchischer Gruppen. Sie war und ist stets durch eine aktive intellektuelle Produktion gekennzeichnet, die früher (heute aber nur noch teilweise) durch die herrschenden Gruppen alimentiert wurde. Seit dem Machtverlust des Adels nach der Französischen Revolution wurde versucht, Hochkultur inhaltlich zu definieren und mit der größeren Leistung der kulturell Tätigen und Interessierten (statt ihrer besseren Abstammung) zu verbinden. In der Folge schlossen sich weite Teile des Adels der Populärkultur an, wie die enge Verbindung von Zirkus, höfischer Reitkunst und höfischem Gesellschaftstanz um 1900 zeigt (vergleiche etwa Carl Godlewski). So wurde Hochkultur zu einer Errungenschaft des Bildungsbürgertums.

## Hochkultur heute
Der Begriff bezieht sich heute zumeist auf Musik (typischerweise den E-Bereich der Einteilung E- und U-Musik), Bildende Künste, Literatur („Höhenkammliteratur“) und darstellende Künste (Tanz, Theater). Diese Kulturformen müssen bestimmten ästhetischen Maßstäben gerecht werden und den geltenden Bildungsidealen entsprechen. Die Universitäten seit dem 19. Jahrhundert spielten eine maßgebende Rolle, vor allem die neu entstehenden Geisteswissenschaften. – Hochkultur muss durchaus nicht alle kulturell hochentwickelten Gebiete umfassen. So werden in Europa zum Beispiel die Kalligraphie (im Unterschied zu Asien), der Sport, die zirzensischen Künste oder das Design („Kunsthandwerk“) traditionell nicht dazugezählt.
In kulturpolitischen Konflikten vor allem im deutschsprachigen Raum wurde „Hochkultur“ im 20. Jahrhundert gelegentlich als ‚massenfeindlich‘ oder ‚elitär‘ bekämpft. Umgekehrt diente sie dazu, den Führungsanspruch von Bildungseliten zu behaupten (z. B. als „Leitkultur“). Dazu wurde oft argumentiert, dass auch die Massen Hochkultur wählen würden, wenn sie nicht durch Produkte einer „Kulturindustrie“ verdummt würden (so in der Kultursoziologie von Max Horkheimer und Theodor W. Adorno: Kulturindustrie – Aufklärung als Massenbetrug).
Die Dichotomie Hochkultur-Massenkultur wurde mit dem Gewinn an Definitionsmacht durch die massenmedial verbreitete Popkultur immer mehr in Frage gestellt. Die Auseinandersetzung der 68er-Bewegung zog eine gesellschaftliche Anerkennung weiter Teile der Popkultur nach sich.
In den Vereinigten Staaten ist die Unterscheidung high brow (wörtlich: „hohe Augenbraue“, zurückgehend auf die Pseudowissenschaft Phrenologie) – low brow üblich. Damit wird eine inhaltliche Bewertung vermieden und stattdessen die Haltung, die man mit Hoch- oder Populärkultur einnimmt, charakterisiert.
Die Nutzung hochkultureller Angebote wie Theater, Opern, Konzerte und Museen variiert auch heute zwischen den gesellschaftlichen Schichten. Der französische Soziologe Pierre Bourdieu stellt kulturelle Differenzen (siehe kulturelles Kapital) mit vielen Abstufungen als Faktoren individueller und gesellschaftlicher Macht und Machterhaltung in den Mittelpunkt seiner Forschungen.